# Bekkensnijden
Bekkensnijden is een vechtspel dat tot midden van de 18e eeuw populair was op bruiloften en kermissen en waarbij boeren probeerden elkaar met een mes een snee in het gezicht aan te brengen. Het mes dat werd gebruikt had geen punt en kon meestal niet meer dan een ondiepe snee veroorzaken. Het gevecht werd gehouden door mannen en soms vrouwen om onenigheden op te lossen. Een man met veel littekens was daarom geliefd bij de vrouwen.

## Geschiedenis
Het was de traditie dat de beste bekkensnijder in het dorp twee messen had, waarvan hij er eentje in zijn hoed hield en het andere ophing in de lokale herberg. Al in de 16e eeuw werden er keizerlijke plakkaten uitgebracht waarin het bekkensnijden werd verboden, maar pas in de 17e eeuw kregen sommige schouten het voor elkaar om het vechtspel ietwat terug te dringen. Desalniettemin werd er in de 18e eeuw in het oosten van Nederland nog aan bekkensnijden gedaan.